# Újlaki József
Újlaki József, Joseph Ujlaki (Budapest, 1929. augusztus 10. – Sète, 2006. február 13.) magyar származású francia válogatott labdarúgó. 1947 óta Franciaországban élt.

## Pályafutása

### Klubcsapatban
1947-ig a Ganz TE labdarúgója volt és kétszer szerepelt a magyar ifjúsági válogatottban (1947). 1947 és 1966 között hét francia klubcsapatban szerepelt: Stade Français, FC Sète, Nîmes Olympique, OGC Nice, RC Paris, FC Metz és AS Aix. Az OGC Nice csapatával francia bajnok és kupagyőztes. A RC Paris együttesével két-két bajnoki ezüst- és bronzérmet szerzett. 1966-ban vonult vissza.

### A francia válogatottban
1952 és 1960 között 21 alkalommal szerepelt a francia válogatottban.

## Sikerei, díjai
- Francia bajnokság
  - bajnok: 1955–56
  - 2.: 1960–61, 1962–63
  - 3.: 1958–59, 1959–60
- Francia kupa
  - győztes: 1954